# Tercera batalla de Khàrkiv
La tercera batalla de Khàrkiv va concloure amb la reconquesta de la ciutat per la Wehrmacht alemanya. Va ser la darrera ciutat important que Alemanya va capturar durant la Segona Guerra Mundial. Khàrkiv havia estat conquerida inicialment el 25 d'octubre de 1941, però va ser recuperada per l'Exèrcit Roig al febrer del 1943 després de la batalla de Stalingrad. Actuant per iniciativa pròpia, el Mariscal Erich von Manstein contraatacà després d'observar l'esgotament soviètic.
El 6 de febrer de 1943, Hitler visità von Manstein al seu quarter general per discutir la proposta de replegament del mariscal. Hitler es mostrà receptiu i raonable, i va ser d'acord amb el que li proposaven els seus comandants com a més adequat donades les circumstàncies. Mentrestant, els soviètics, convençuts de tenir la victòria a l'abast de la mà després de Stalingrad avançaven rabent, trencant les línies defensades pels hongaresos, sense adonar-se'n de què gairebé no capturaven gaire alemanys.
El desenvolupament dels successos va ser vertiginós: el 1r Exèrcit Panzer es replegà des del Caucas i abandonà Rostov; el destacament del General Hollidt se situà al riu Mius, el 48è Cos Panzer del General Kempf es retirà del Donets i se situà al nord de Stalino. El 16 de febrer, la unitat Kempf, per a evitar veure's envoltada des del nord a Belgorod, va abandonar Khàrkiv. Els soviètics, victoriosos, van explotar el forat que existia entre la unitat Kempf i les forces del Donets i van continuar avançant. Els primers tancs soviètics van arribar al Dnièper el 21 de febrer.
En aquells moments, l'ànim de von Manstein era exultant, doncs l'Exèrcit Roig feia el que ell havia previst: com més avançaven, més s'endinsaven en una trampa mortal: el destacament Kempf era ben posicionat a Krasnograd i, el 21 de febrer, la unitat Hollidt i el 1r Exèrcit Panzer eren al nord de Stalino.
El 22 de febrer començà el contraatac de von Manstein: cinc divisions panzer, en un moviment coordinat amb les unitats del coronel General Wolfram von Richthofen de la Luftwaffe, van colpejar cap al nord, contra les columnes del flanc esquerre soviètic. Mentrestant, el 48è Cos Panzer avançava cap a Barcenovka, la 17a Divisió Panzer capturava Izyum i Protoponovka al riu Donets i les unitats Panzer SS avançaven cap al nord, establint contacte amb el destacament Kempf.
El terreny era pràcticament pla, amb els rius gelats, motiu pel qual els blindats alemanys es desplaçaven a tota velocitat. Cap al 6 de març nombroses unitats soviètiques es trobaven envoltades i amb un total de 23.000 baixes, 615 tancs destruïts i més de mil canons capturats. El 48è Cos Panzer es dirigia cap a Khàrkiv, mentre que el II Cos Panzer avançava directament cap a la ciutat.
El II Cos Panzer SS, equipat amb tancs Tiger, juntament amb les selectes divisions SS Leibstandarte i Das Reich van realitzar la major part de la batalla (ambdues divisions havien pogut descansar-se i, per tant, al moment de la batalla eren al complet d'efectius i completament reposades). Sota el comandament del SS-Gruppenführer Paul Hausser, a l'alba del 9 de març s'aproparen a les forces soviètiques avançant sobre Khàrkiv, tot i ser inferiors als soviètics en relació de 6 a 1. Davant el risc de veure's envoltat, i tot i desobeir ordres directes d'Adolf Hitler, Hausser es retirà. Aquest fet va irritar tant Hitler que es negà a condecorar a Hausser després de la batalla, tot i que era evident que la seva acció era correcta, després de quatre dies de combat als carrers.
Després, el II Cos Panzer SS, recolzat per la 3a Divisió SS Totenkopf, va atacar a les avançades soviètiques, destruint-les, i salvant així al Grup d'Exèrcits Sud. La Leibstandarte llavors va conquerir Khàrkiv el 15 de març. Per aquest motiu Hitler rebatejà la Plaça Roja com a «Leibstandarteplatz». Aquesta batalla avui és estudiada a les acadèmies militars com un perfecte exemple de defensa mòbil: von Manstein va organitzar un replegament amb succés, va canviar l'espai per temps i va poder neutralitzarel risc de veure's envoltat. A continuació, llançà un contraatac mestre, amb superioritat en tancs i a l'aire que provocà moltes pèrdues als soviètics en homes i material.
El contraatac de von Manstein deixà un sortint alemany al sud de Kursk, que al combinar-se amb un altre a Orel, formaven un sortint soviètic centrat a Kursk. Hitler començà llavors a planejar una ofensiva cap a Kursk, on esperava destruir dos Fronts Soviètics sencers (Voronezh i Centre). Després de la batalla de Kursk al juliol de 1943, els alemanys van ser expulsats definitivament de la regió a la quarta batalla de Khàrkiv a l'agost.
Tot i que la victòria durà poc, el fet que von Manstein no només hagués estabilitzat el front, retirant-se amb ordre, sinó que també hagués contraatacat amb èxit contra una força numèricament superior i capturant la quarta major ciutat soviètica és considerat com una de les accions militars més brillants de la II Guerra Mundial.